# Urs Vescoli
Urs Vescoli (ur. 7 listopada 1966) – szwajcarski skeletonista od 2003 roku reprezentujący Australię, brązowy medalista mistrzostw Europy.

## Kariera
Największy sukces w karierze osiągnął w sezonie 1989/1990, kiedy zajął drugie miejsce w klasyfikacji generalnej Pucharu Świata. Lepszy okazał się jedynie Austriak Christian Auer, a trzecie miejsce zajął jego rodak, Franz Plangger. W 1985 roku wystartował na mistrzostwach Europy w Sarajewie, zdobywając brązowy medal. W zawodach tych wyprzedzili go tylko inny Szwajcar - Nico Baracchi oraz Austriak Andi Schmid. Był to jednak jego jedyny medal wywalczony na międzynarodowej imprezie tej rangi. Był też między innymi szósty na mistrzostwach świata w La Plagne w 1993 roku i rozgrywanych trzy lata później mistrzostwach świata w Calgary. Nigdy nie wystąpił na igrzyskach olimpijskich.